# Emmanuelle Bercot

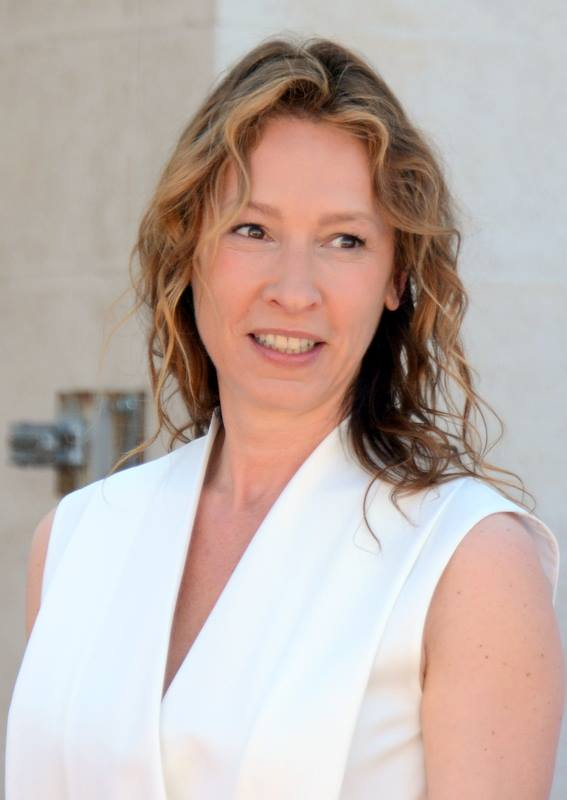
Emmanuelle Bercot

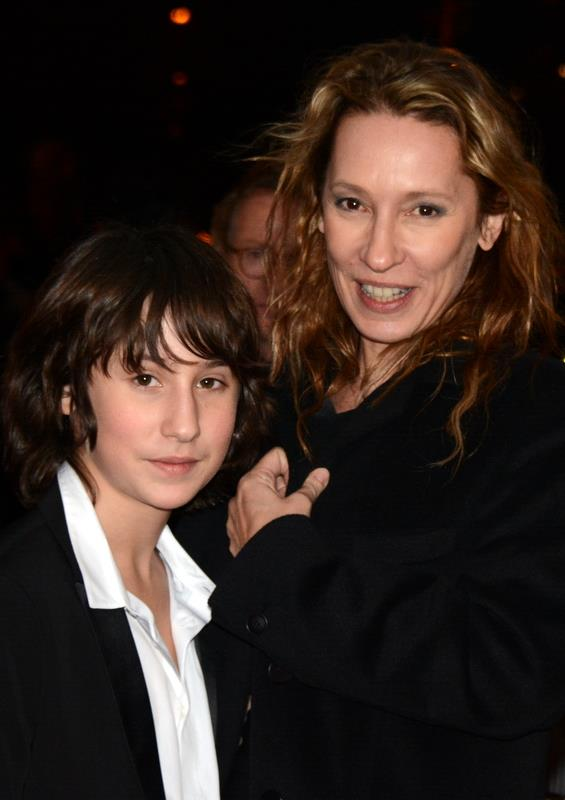
Nemo Schiffman und Emmanuelle Bercot bei der César-Verleihung 2014

Emmanuelle Bercot (* 6. November 1967 in Paris) ist eine französische Schauspielerin, Drehbuchautorin und Regisseurin.

## Leben
Zunächst arbeitete Bercot als ausgebildete Tänzerin, nahm dann Schauspielkurse und arbeitete schließlich als Schauspielerin am Theater und ab 1987 auch als Filmschauspielerin. 1994 begann sie ihr Regiestudium an der Pariser Filmhochschule FEMIS, das sie 1998 mit Diplom abschloss.
Wie viele bekannte Regisseure versucht sich Bercot zuerst an Kurzfilmen (Les Vacances, 1997 und La Puce, 1998), die bereits internationale Anerkennung und Preise erhielten. Im Jahr 2001 stellt Bercot ihren ersten Spielfilm Clément fertig. Dieser Film, der im deutschen Fernsehen (ARTE) unter dem Titel Viel zu jung lief, erhielt bei den Filmfestspielen in Cannes 2001 den Nachwuchspreis. Bercot ist in diesem Film gleichzeitig Drehbuchautorin, Regisseurin und Hauptdarstellerin.
Im Jahr 2015 eröffnete sie als Regisseurin des Sozialdramas La tête haute die 68. Filmfestspiele von Cannes und wurde dort für ihre Schauspielleistung in Maïwenns Mon roi mit dem Darstellerpreis ausgezeichnet.
Neben ihrer Regiearbeit war Bercot bereits in einigen französischen Produktionen zu sehen (z. B. in La classe de neige von Claude Miller (1998)).
Bercot wurde 2017 in die Academy of Motion Picture Arts and Sciences (AMPAS) aufgenommen, die jährlich die Oscars vergibt.
Emmanuelle Bercot ist die Mutter des Sängers und Schauspielers Nemo Schiffman, der aus ihrer Beziehung mit dem französischen Kameramann Guillaume Schiffman stammt.

## Filmografie (Auswahl)

### Darstellerin
- 1991: Ragazzi – Regie: Mama Keïta
- 1995: État des lieux – Regie: Jean-François Richet
- 1997: Die Jagd nach dem tanzenden Gott (La divine poursuite) – Regie: Michel Deville
- 1998: Die Klassenfahrt (La classe de neige) – Regie: Claude Miller
- 1999: Une pour toutes – Regie: Claude Lelouch
- 1999: Es beginnt heute (Ça commence aujourd’hui) – Regie: Bertrand Tavernier
- 2001: Viel zu jung (Clément) – auch Regie
- 2004: Hier und jetzt (À tout de suite) – Regie: Benoît Jacquot
- 2005: Camping sauvage – Regie: Christophe Ali, Nicolas Bonilauri
- 2011: Poliezei (Polisse) – Regie: Maïwenn
- 2013: Zwischen den Wellen (En solitaire) – Regie: Christophe Offenstein
- 2015: Mein ein, mein alles (Mon roi) – Regie: Maïwenn
- 2018: Fiertés – Mut zur Liebe (Fiertés, Miniserie, 2 Episoden) – Regie: Philippe Faucon
- 2018: Girls of the Sun (Les filles du soleil) – Regie: Eva Husson
- 2018: School’s Out (L’heure de la sortie) – Regie: Sébastien Marnier
- 2019: Die Familienfeier (Fête de famille) – Regie: Cédric Kahn
- 2020: L’ennemi – Regie: Stephan Streker
- 2020: Jumbo – Regie: Zoé Wittock
- 2021: Die Tanzenden (Le bal des folles)
- 2022: Goliath
- 2022: De grandes espérances
- 2023: Ein Leben für die Menschlichkeit – Abbé Pierre (L’Abbé Pierre: Une vie de combats)
- 2023: Les trois fantastiques
- 2023: Sentinelle
- 2023: Making Of
- 2024: L’esprit Coubertin
- 2024: Ollie
- 2024: Paris Has Fallen (Fernsehserie, 8 Episoden)

### Regie
(auch Drehbuch, wenn nicht anders angegeben)
- 1997: Les vacances
- 1998: Le choix d’Élodie (Fernsehfilm, nur Regie)
- 1999: Kleines Herz (La puce)
- 2000: Drogenszenen (Scénario sur la drogue) (nur Regie, nur Segment La faute au vent)
- 2001: Viel zu jung (Clément) (nur Regie, Darstellerin)
- 2003: Quelqu’un vous aime (nur Regie)
- 2004: À poil!
- 2005: Backstage
- 2009: Serie in Schwarz (Suite Noire, Folge: Tirez sur le caviste)
- 2010: Studentin, 19, sucht... (Mes chères études)
- 2012: Männer und die Frauen (Les infidèles) (nur Regie, nur Segment La question)
- 2013: Madame empfiehlt sich (Elle s’en va)
- 2015: La tête haute
- 2016: Die Frau aus Brest (La fille de Brest)
- 2021: In Liebe lassen (De son vivant)
- 2022: En thérapie (Fernsehserie, 7 Folgen, nur Regie)

## Auszeichnungen
- 1997: Prix du Jury – Kurzfilm (Cannes) für Les vacances
- 1999: Deuxième Prix de la Cinéfondation (Cannes) für La puce
- 2001: Prix de la Jeunesse (Cannes) für Clément
- 2009: Prix SFCC de la Critique (Prix de l’audace) für Tirez sur le caviste
- 2015: Beste Darstellerin (Cannes) für Mon roi